# Александр Пікард (1985)
Александр Пікард (англ. Alexandre Picard; 9 жовтня 1985, Ле-Рив'єр, провінція Квебек) — канадський хокеїст, нападник, який виступає з 2012 за Серветт-Женева (Національна ліга А).

## Кар'єра
Александр Пікард почав свою кар'єру в канадській Головній юніорській хокейній лізі Квебеку, де він виступав з 2001 по 2005 рік у клубах «Касторс де Шербрук» та його правонаступнику «Л'юїстон Мейніакс». У сезоні 2003/04 , був нагороджений призом Майк Боссі Трофі як перспективний гравець QMJHL. У Драфті НХЛ 2004 року обраний в першому турі під восьмим номером клубом Колумбус Блю-Джекетс. З 2005 по 2010 роки він провів 67 матчів в складі «Колумбус Блю-Джекетс», закинув дві шайби. Більшість частину цих сезонів Александр провів у фарм-клубі «Сірак'юс Кранч» АХЛ. 
3 березня 2010 року нападник переходить в Фінікс Койотс в обмін на Чада Коларіка, там так само виступає за фарм-клуб «Сан-Антоніо Ремпедж». У липні 2011 року підписав контракт як вільний агент з Тампа-Бей Лайтнінг, проте, весь сезон 2011/12 років також проводить виключно у фарм-клубі «Норфолк Едміралс». З сезону 2012/13 він грає за «Серветт-Женева» в Національної лізі А.

## Нагороди та досягнення
- 2004 QMJHL друга команда All-Star Team
- 2004 Трофей Майка Боссі
- 2012 Кубок Колдера перемога у складі «Норфолк Едміралс»
- 2012 Трофей Джека А. Баттерфілда
- 2013 Переможець Кубку Шпенглера у складі Серветт-Женева
- 2014 Переможець Кубку Шпенглера у складі «Серветт-Женева»